# Hrvatska riječ (Sarajevo)
Hrvatska riječ je sarajevski tjednik na hrvatskom jeziku, koji je izlazio od 1993. do 2001. godine. Prvi broj je ugledao svjetlo dana 27. kolovoza 1993. godine, ponajprije zahvaljujući inicijativi i naporima gospodina Zdravka Sančevića, hrvatskog iseljenika-povratnika iz Venezuele, u to vrijeme veleposlanika u Veleposlanstvu Republike Hrvatske u Bosni i Hercegovini i njegovim bliskim suradnicima. Tjednik je tijekom rata i kasnijih nekoliko godina vodila Ana Havel (1938. – 2012.), koja je bila i jedna od osnivačica HDZ-a BiH te zastupnica u Parlamentu BiH. Unatoč veoma teškim ratnim uvjetima, popunjena je redakcija, većim dijelom domicilnim suradnicima, i časopis je startao, uz dragocjenu pomoć vanjskih dopisnika. Tjednik, iako prvotno zamišljen kao dnevnik, isticao je u zaglavlju da je "nezavisni bh. magazin" i "prvi hrvatski politički tjednik iz BiH na Internetu". Iako u medijskoj i tjelesnoj blokadi poradi ratnih djelovanja, djelatnici tjednika Hrvatska riječ nastojali su prenijeti i objektivno interpretirati informacije koje su uz velike probleme nalazile put do Sarajeva. Među suradnicima Hrvatske riječi iz Hrvatske i Bosne i Hercegovine su brojna eksponirana i relevantna novinarska i pjesnička imena (primjerice Andrej Rora, urednik popularne Istrage, Ivan Šabić, Miljenko Karačić, Mile Pešorda) i brojni drugi. Urednička politika Hrvatske riječi je pratila i podržavala koncept prevladavanja političkih razmirica, često umjetno fabriciranih, unutar hrvatskog puka u BiH, ali i u Hrvatskoj. Hrvatska riječ prva je pisala o tri najmoćnija lobija koja vladaju Hercegovinom: Prlićevu, Jelavićevu i onom u kojem su neki pojedinci iz obitelji Lučić. Poslije Ane Havel, list je uređivao Alenko Zornija.
Zadnji broj koji je izašao u tiskanom obliku je broj 373., od 5. studenoga 2001. godine.
Nakon tog broja je ovaj tjednik prestao s tiskanim izdanjima iz financijskih razloga. Vodeći međunarodni oglašivač u BiH, SFOR, izostavio ih je iz svojih kampanja, premda je Hrvatska riječ jedini tjednik na hrvatskom, a do skorog vremena i općenito jedini list na hrvatskom jeziku u BiH, a da nije bio tiskovina Katoličke Crkve. Sljedeće godine bile su neke inicijative da bi se list mogao ponovo tiskati. Danas je zainteresiranima dostupno samo internetsko izdanje.
Današnje rubrike su Novosti (Svijet, Navodnici, Intervju, Dokumenti, Gospodarstvo, Home, Ljudi, Tehno, Analize), Kultura, Tradicija (Vremeplov), Tribina i Zrnca.

## Vanjske poveznice
- Hrvatska riječ  Arhivirana inačica izvorne stranice od 27. rujna 2001. (Wayback Machine)
- Staro internetsko izdanje prije redizajna, Br. 365 - 10. rujna 2001.